# Castell de Vergós Guerrejat
El castell de Vergós Guerrejat és un edifici situat a la Plaça de l'Església, número 3, del municipi d'Estaràs, a la comarca de la Segarra, a Catalunya. Aquesta obra arquitectònica ha estat declarada Bé Cultural d'Interès Nacional.

## Història
En els seus orígens formava part del comtat de Berga. La referència més antiga a aquest castell és de l'inici del segle xii. Al testament de Berenguer de Puigverd del 1103 es constata que aquest noble tenia les castlanies de Santa Fe, en nom de Berenguer Ricard, i la de Vergós, en nom d'Hug Arnau.
Almenys des de finals del segle xiii o començaments del segle xiv en foren senyors Bernat d'Oluja Sobirana i els seus descendents. Tots els fogatjaments del segle xiv reconeixien la dependència del lloc envers els Oluja. No se sap en quin moment exactament passa el senyoriu a la família Meca, que en fou propietària fins al segle xviii. El 1778 va morir Maria Francesca Meca i de Vega sense fills i la seva herència passà a la família Sabater que ostentaven el títol del marquesat de Capmany. Fins a mitjan segle xix estigué habitat per guardes.
Durant els anys noranta del segle XX l'edifici fou comprat per Víctor Badia, restaurador de mobles antics originari de Vallirana; aquest posteriorment el donà a l'ajuntament. Aquest ideà un pla de recuperació de l'edifici per integrar-lo a la ruta dels castells de la comarca. Les obres començaren a finals del 2001 i estava previst que hi tingués cabuda una sala d'exposicions i un centre de restauració de mobles.
L'edifici no conserva cap tret romànic del primitiu castell i cal situar la seva remodelació i adaptació com a casa senyorial al llarg dels segles xvi i xvii, dins del barroc català. La casa disposa d'una porta que connecta interiorment amb l'església parroquial de Santa Magdalena.

## Descripció

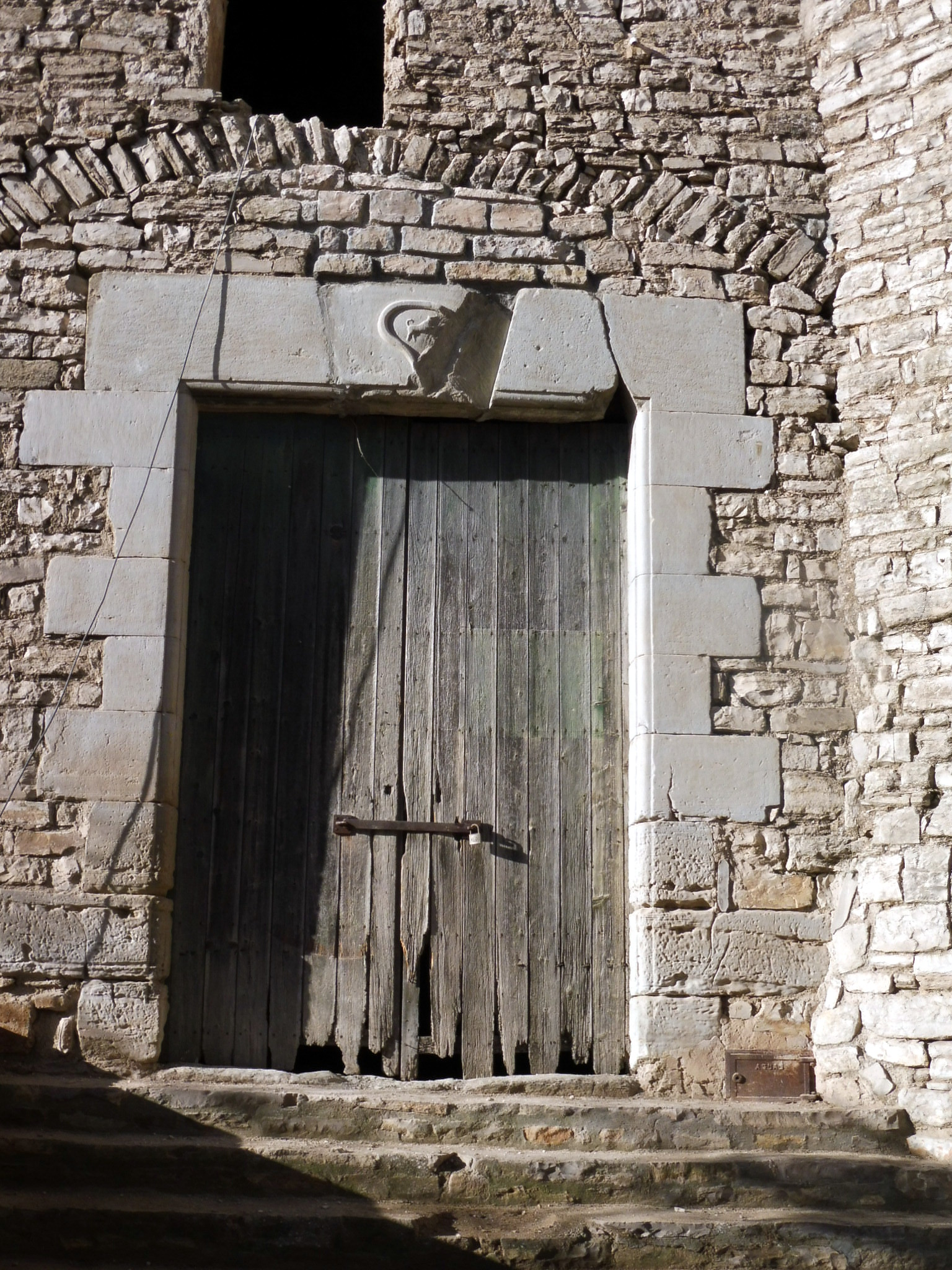
Portal a la plaça de l'Església

Es tracta d'una antiga casa senyorial i primitiu castell de poble, situat dalt del turó i adossat a l'església parroquial de Santa Magdalena. L'edifici es presenta actualment reformat, de planta irregular, estructurat a partir de planta baixa, primer i segon pis, ràfec de teula i maó disposat en cantells que ressegueix tot el seu perímetre, i coberta exterior a doble vessant.
La porta d'accés és de llinda, i es troba oberta a la plaça de l'Església, accedint-s'hi a partir d'unes escales. Aquesta porta presenta una decoració en escates molt erosionades i, malauradament, ha desaparegut l'escut de la família Meca que estava esculpit al mig de la llinda monolítica.
Les primitives finestres encara conserven l'estructura emmarcada amb carreus de pedra picada. Destaca la presència d'una màscara humana, no identificada, esculpida en pedra, situada a un angle de la façana exterior. Finalment, el parament de l'edifici és paredat, amb presència de carreus en les primitives obertures (balcó, finestres i porta d'accés), i als angles de la façana exterior.